# Манзини
Манзини је пословни и индустријски центар Есватинија, уједно и највећи град у земљи. Статус града добио је 1992. 

## Географија
Налази се у централном делу краљевине, 30 km југоисточно од Мбабане. Одавде се путеви гранају ка северу, југу, истоку и западу земље. Железница одавде саобраћа до Мапута, Дурбана и Ричардс Беја.

## Историја
У једном периоду историје Свазиленда Манзини је био престоница. У време када је Свазиленд био под привременом управом британске владе град се звао Бремерсдорп по ондашњем бизнисмену Алфред Бремеру. У Бремеровом Хотелу основан је главни штаб који је у ствари био састајалиште бројних авантуриста, ловаца и превараната и где је, услед недостатка контроле са стране, врвело од криминала. Манзини је од 1890. до 1902. био је заједнички административни центар Британаца и Бура и предмет њихових бескрајних расправа, а за време англо-бурског рата, јединица бурских одметника опустошила је град. Престоница је премештена у Мбабане, а Бремерсдорф добија ново име- Манзини, изведено од Сисвати речи емантини што значи у води, прикладно име за претходно проблематично подручје.

## Привреда
Модеран Манзини има добар терен за голф, кантри клуб, базен... Тржни центар у центру града привлачи великим бројем нових продавница, а опремљен је и подземним паркингом. Вреди посетити и праву афричку пијацу која је отворена четвртком и петком ујутро. Манзини је, у ствари, град који снабдева индустријске зоне и фармере у региону пољопривредним залихама, биљкама, возилима и сервисом.
Међународни комерцијални сајам Свазиленда се одржава сваке године, последње седмице августа и прве недеље септембра и привлачи велики број посетилаца и излагача из земље и иностранства. Своје производе редовно излажу учесници из Кине и афричких држава. Свазиленд овај сајам углавном користи за промоцију туризма и на њиховим штандовима се могу купити рукотворине и добити туристичке информације. 
Међутим, Манзини је сачувао и мало од свог духа не тако мирног и безбедног града и разликује се од осталих делова Свазиленда. Наиме, немарни возачи су без сумње незадовољни збуњујућим градским системом једносмерних улица јер га не поштују, а законом дозвољена количина алкохола у крви возача је 0,15%, па није ни чудно што га број кривичних и прекршајних радњи чини најгорим градом у Свазиленду, поготову ноћу.
У близини града је интернационални аеродром и индустријска зона Матсапха у којој је сконцентрисан највећи део индустрије: пивара, фабрика Кока-Кола, бројна технолошка, пољопривредна и трговинска предузећа која запошљавају хиљаде људи и унапређују развој економије Свазиленда.

## Становништво
| Година       | 2008   |
| ------------ | ------ |
| Становништво | 78.000 |

## Клима
Манзини има влажну суптропску климу (Кепен: Cfa) са врућим, кишовитим летима и благим, сувим зимама.
| Клима Манзини              | Клима Манзини | Клима Манзини | Клима Манзини | Клима Манзини | Клима Манзини | Клима Манзини | Клима Манзини | Клима Манзини | Клима Манзини | Клима Манзини | Клима Манзини | Клима Манзини | Клима Манзини |
| Показатељ \ Месец          | .Јан.         | .Феб.         | .Мар.         | .Апр.         | .Мај.         | .Јун.         | .Јул.         | .Авг.         | .Сеп.         | .Окт.         | .Нов.         | .Дец.         | .Год.         |
| -------------------------- | ------------- | ------------- | ------------- | ------------- | ------------- | ------------- | ------------- | ------------- | ------------- | ------------- | ------------- | ------------- | ------------- |
| Максимум, °C (°F)          | 28,2 (82,8)   | 28,1 (82,6)   | 27,3 (81,1)   | 26,0 (78,8)   | 24,0 (75,2)   | 22,2 (72)     | 22,0 (71,6)   | 23,6 (74,5)   | 25,3 (77,5)   | 26,4 (79,5)   | 26,8 (80,2)   | 27,9 (82,2)   | 25,65 (78,17) |
| Просек, °C (°F)            | 23,0 (73,4)   | 23,0 (73,4)   | 22,1 (71,8)   | 20,1 (68,2)   | 17,2 (63)     | 15,0 (59)     | 14,6 (58,3)   | 16,6 (61,9)   | 18,7 (65,7)   | 20,5 (68,9)   | 21,5 (70,7)   | 22,6 (72,7)   | 19,58 (67,25) |
| Минимум, °C (°F)           | 17,9 (64,2)   | 17,9 (64,2)   | 16,9 (62,4)   | 14,3 (57,7)   | 10,5 (50,9)   | 7,8 (46)      | 7,3 (45,1)    | 9,6 (49,3)    | 12,2 (54)     | 14,7 (58,5)   | 16,2 (61,2)   | 17,3 (63,1)   | 13,55 (56,38) |
| Количина падавина, mm (in) | 145 (5,71)    | 133 (5,24)    | 100 (3,94)    | 54 (2,13)     | 26 (1,02)     | 15 (0,59)     | 15 (0,59)     | 19 (0,75)     | 45 (1,77)     | 84 (3,31)     | 119 (4,69)    | 126 (4,96)    | 881 (34,7)    |
| Извор: Climate-Data.org    |               |               |               |               |               |               |               |               |               |               |               |               |               |